# Base Aérea de Son San Juan
Base aérea de Son San Juan (en catalán: «Base Aèria de Son Sant Joan») (código IATA: PMI ; código OACI: LESJ) es una base aérea y una instalación militar del Ejército del Aire de España, situado en paralelo al aeropuerto de Palma de Mallorca. 
Actualmente en la base se encuentra ubicada uno de los tres centros coordinadores de salvamento o RCC (denominado RCC Palma), además de la unidad militar Ala 49 y, dentro de esta, el escuadrón 801. El escuadrón 801 dirige y administra el centro de prácticas marítimas del Aeródromo Militar de Pollensa y realiza ejercicios de instrucción de supervivencia en el mar (conocidas como SURMAR) durante todo el año. La base también proporciona apoyo logístico al polvorín de Puntiró y puntualmente al escuadrón de vigilancia aérea número 7 en Sóller.
El ala 49 y anteriormente el escuadrón 801, han participado en diferentes misiones internacionales, como en la ISAF, la operación Atalanta, en la misión Unified Protector o la operación Sofía.
El lema de la base es: «Ni la envaines sin honor».

## Historia

### Origen

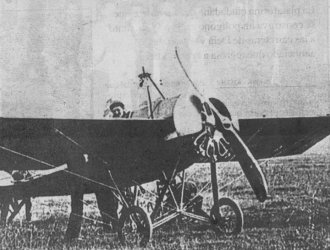
El piloto Hedilla con su avión (1916).

El 2 de julio de 1916, un avión monomotor de madera y tela con el piloto Salvador Hedilla procedente de Barcelona aterrizó por primera vez en Mallorca, en una explanada -conocida como Son Suñer- cerca del actual aeropuerto, a las afueras de Palma.
En la década siguiente, se inaugura el aeródromo de Son Bonet que comenzó a ser usado como terminal de vuelos deportivos y civiles.
Hacia el verano de 1936, cuando se produjo el estallido de la guerra civil española, el campo se encontraba en estado de abandono. La rebelión militar frente al gobierno del presidente Santiago Casares Quiroga tuvo éxito en Palma y esta sirvió de puente para la llegada de la ayuda fascista italiana de Mussolini a la isla de Mallorca. 

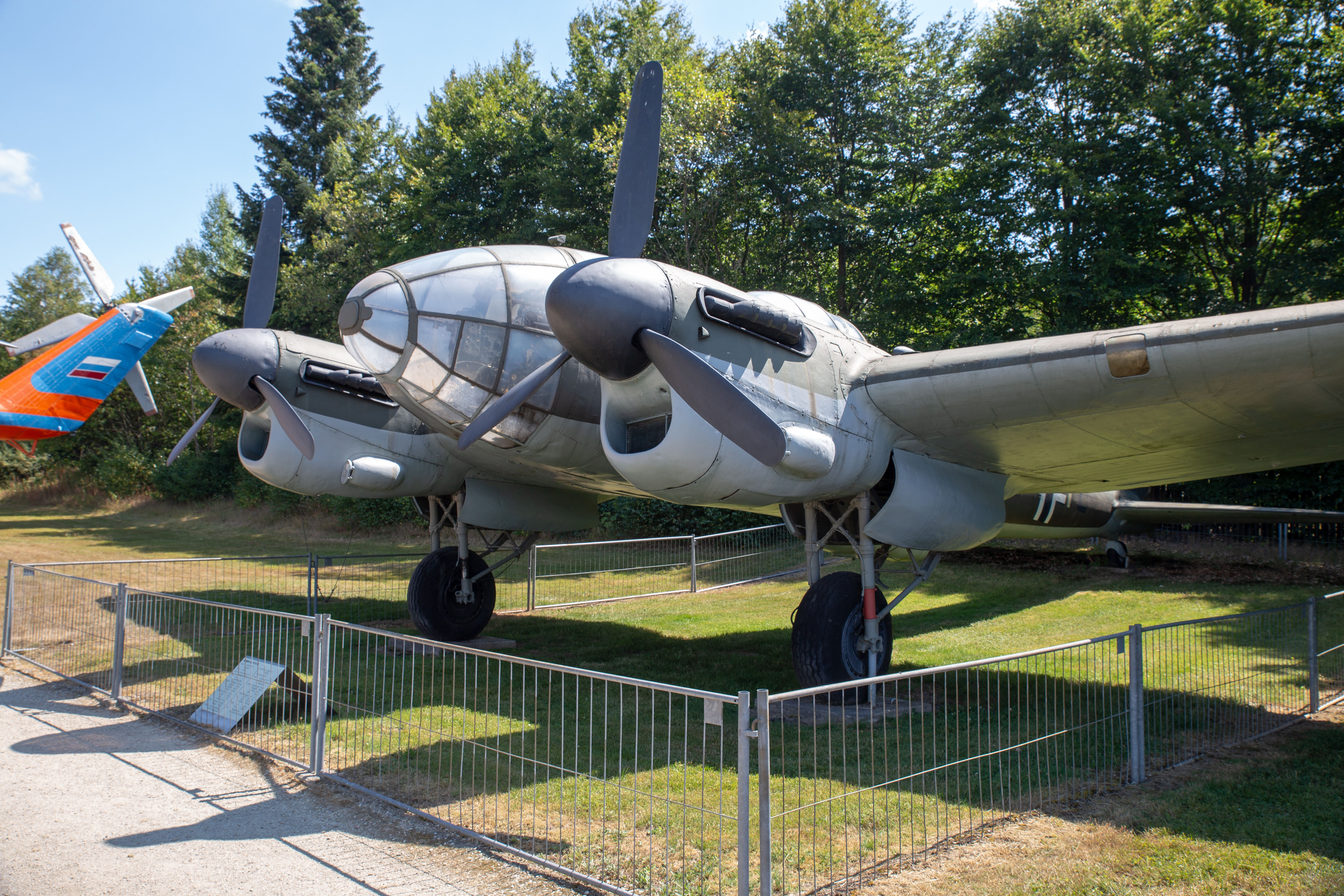
El bombardero Heinkel He-111 estuvo destinado en la base aérea durante los años 50 junto a aviones Fiat CR.32 “Chirri”. Imagen de un CASA B.111, una versión del Heinkel He-111.

A partir de septiembre del mismo año, se acondicionó y amplió el pequeño aeropuerto de Son San Juan para poder acoger a la Aviación Legionaria italiana, tarea en la que participaron marinos italianos. Así, el aeródromo se convirtió la principal base aérea italiana de la isla junto a la aeródromo militar de Pollensa donde se desplegaron hidroaviones también italianos.
Tras el final de la contienda, los italianos evacuaron las instalaciones y estas pasaron a control del recién creado Ejército del Aire, que en junio de 1939 desplegó un grupo de caza compuesto por los aviones rusos Polikarpov I-16 y el grupo de caza número 28 con aviones italianos Fiat CR-32. A partir de 1940 se creó el Regimiento Aéreo Mixto 3, con bombarderos alemanes Heinkel He 111 en el que se integraron tanto los I-16 como los hidroaviones del aeródromo de Pollensa.
Posteriormente, durante la Segunda Guerra Mundial, se añadirían nuevas unidades procedentes de otras unidades de la península.

### Guerra fría
Después de la Segunda Guerra Mundial, la base contaría con tres tipos de unidades destacadas permanentemente durante diferentes periodos, grupos de aeronaves de combate a reacción, aviones de entrenamiento y, posteriormente, aviones para las labores de búsqueda y rescate.

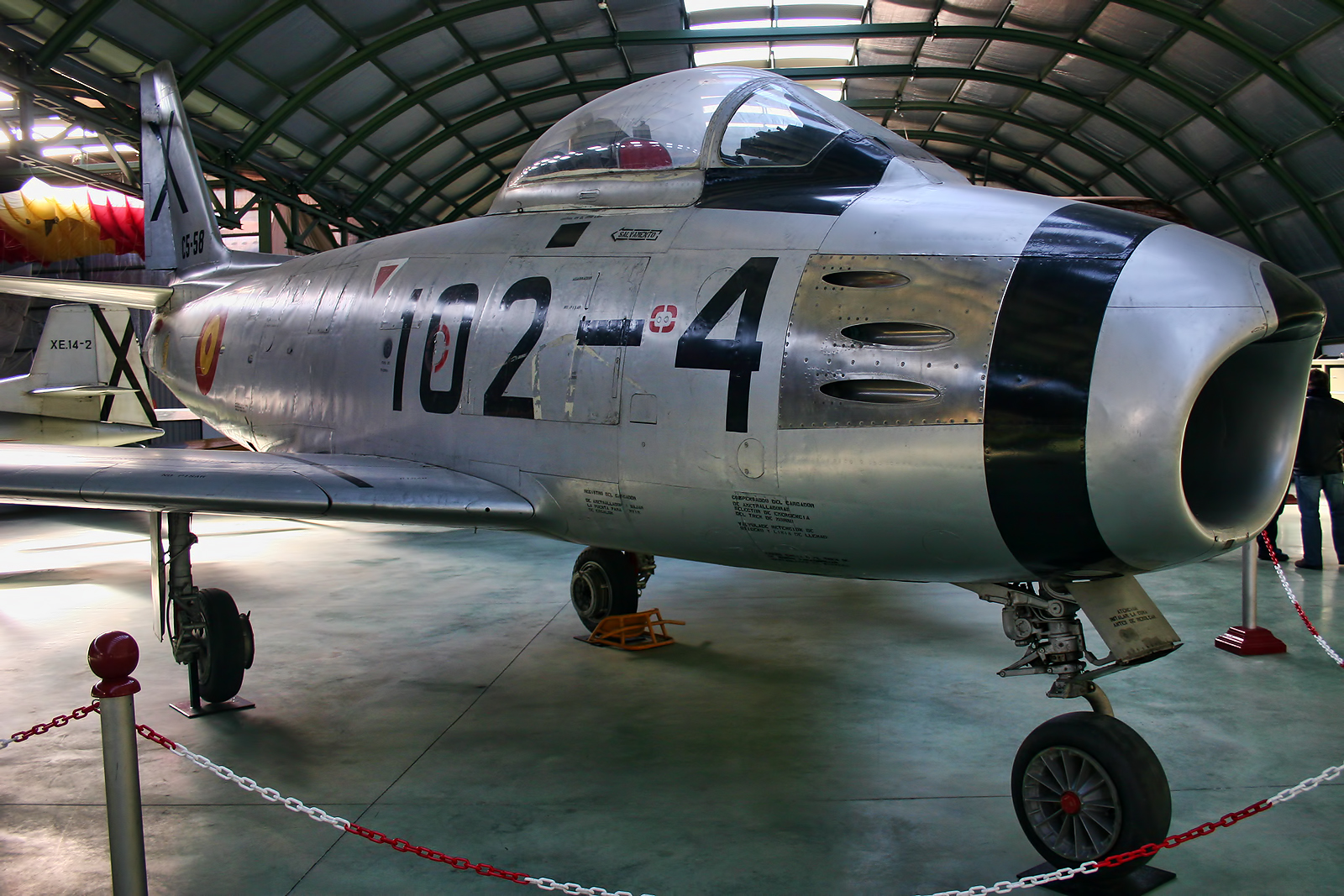
F-86F Sabre con la librea del Ejército del Aire (Museo del Aire, 2013)

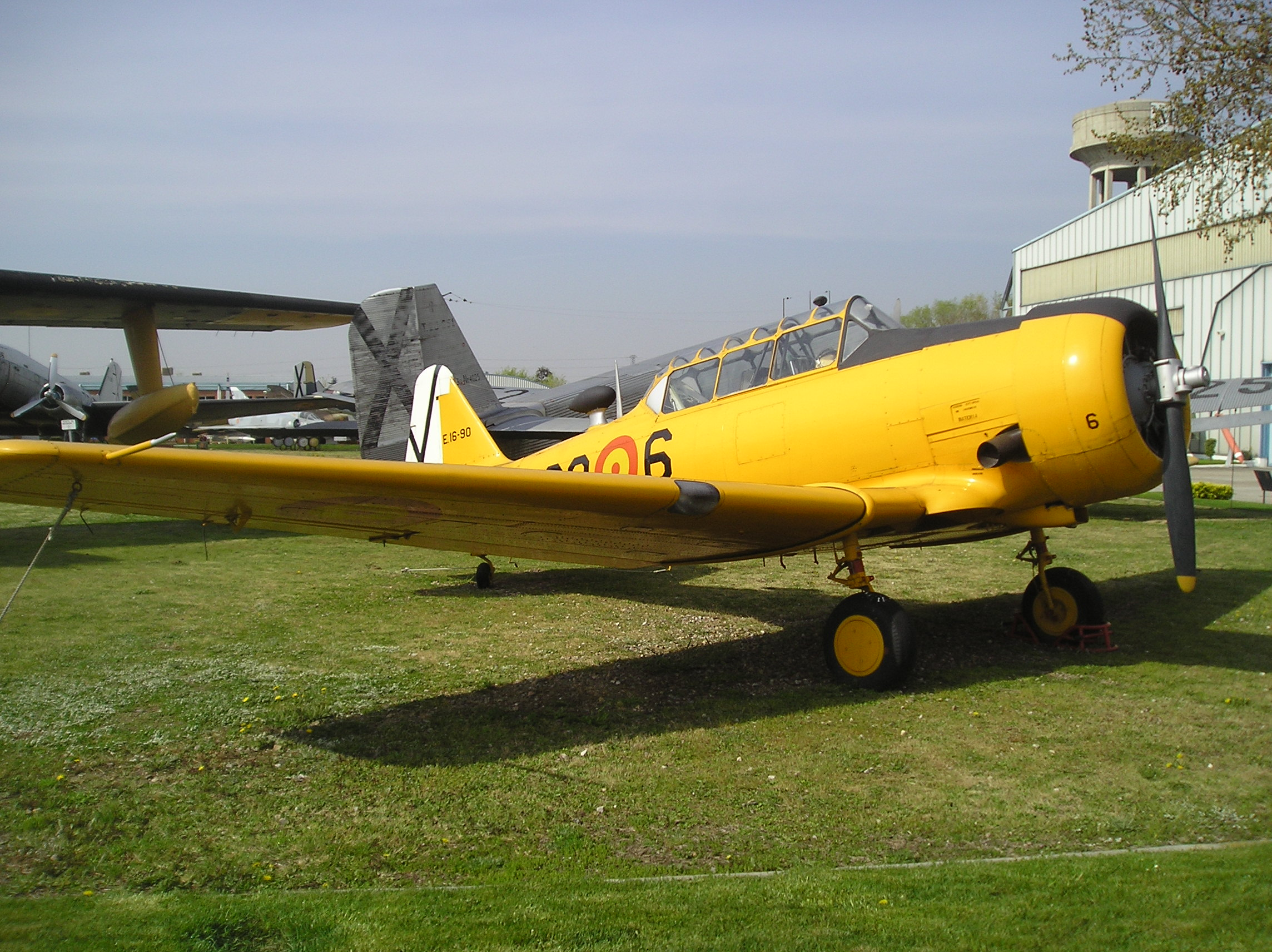
El estadounidense T-6 Texas estuvo destinado en los años 60 en la base aérea.

El Ministerio del Aire  publica en el Boletín Oficial el 17 de enero de 1950, la clasificación de los Aeródromos Militares en categorías, y de este modo Son San Juan pasa a ser Base Aérea. En julio de 1952, el Regimiento Mixto Número 3 se convierte en el Tercer Grupo, compuesto por los escuadrones 28 y 113.
Dentro del contexto de la guerra fría y con la firma del convenio Hispano-Americano de 1953, conocidos también como Pacto de Madrid, la base sería una de las primeras en recibir aviones estadounidenses de combate y entrenamiento disponer así de material, aunque de segunda mano, más moderno. El 19 de septiembre de 1956, se funda el 41 Escuadrón de Caza, disolviéndose el Tercer Grupo de Fuerzas Aéreas. El 2 de noviembre se trasladan permanentemente los aviones F-86F Sabre y varios T-33, siendo la segunda base en disponer reactores de combate después de la Base Aérea de Manises.
En 1959 se forma el Ala de Caza Número 4 con reactores de entrenamiento T-33A. El 18 de julio de 1960 se inauguraba el aeropuerto civil que comparte las pistas de rodadura con la base aérea. Cuatro años después, en 1963 y tras 20.000 horas de vuelo, se disuelve la unidad de cazas con presencia permanente en la base de Mallorca.
El 1 de abril de 1965 se crea una nueva agrupación de aviones de entrenamiento, la 982 Escuadrilla. En noviembre de 1967, se convierte en la 518 Escuadrilla con el avión estadounidense North American T-6 Texan. En abril de 1969 , con el entrenador AISA I-115, se organiza la 533 escuadrilla. La última escuadrilla de entrenamiento se disuelve en 1973.

### 801 Escuadrón
El 3 de agosto de 1954, se creó la 50 Escuadrilla con hidroaviones PBY Catalina ubicándose en un principio en el aeródromo de Pollensa. Esta escuadrilla sería el origen del futuro 801 Escuadrón. El decreto de 17 de junio de 1955 crea el Servicio de Búsqueda y Salvamento Aéreo.

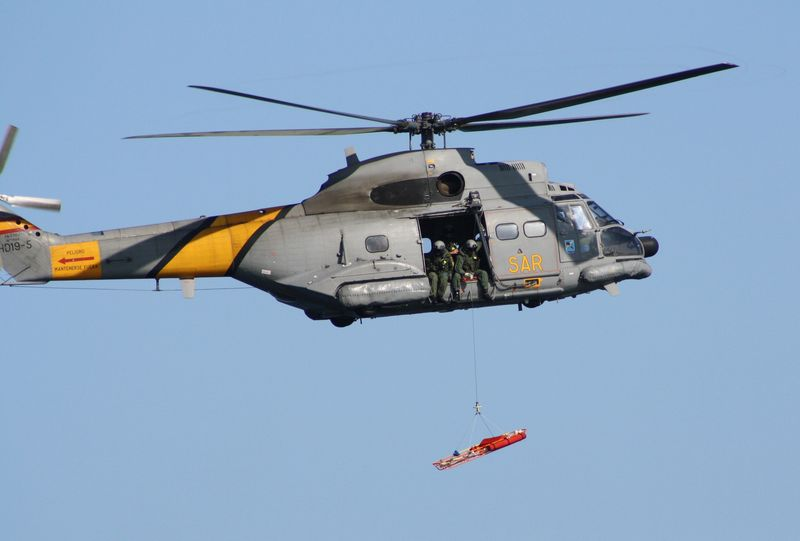
El helicóptero SA 330 Puma (HD-19) ha formado parte desde 1994 hasta 2017.

En 1958 con la llegada de los aviones Dornier 24, se forma la 58 Escuadrilla de Salvamento, y un año después se forma la 55 Escuadrilla de Salvamento con los hidroaviones Gruman Albatros.
En 1961 se traslada la escuadrilla del aeródromo de Pollensa a la base de San Son Juan. El 24 de diciembre de 1962, se publica la ley 60/1962, por la que se regulan los auxilios, salvamentos, remolques, hallazgos y extracciones marítimos. En 1963 se asigna a la 55 escuadrón de salvamento el avión CASA C-127, una versión modificada del alemán Dornier Do 27.
En 1965, se forma la 982 escuadrilla donde operan los aviones CASA C-352L, una versión modificada del veterano transporte alemán Junkers Ju 52. Desde el 1 de abril de 1965, como resultado de unir la 55 Escuadrilla de Salvamento ubicada en Pollensa (hidroaviones) y la 50 Escuadrilla, se reorganizan formando el 801 Escuadrón de Salvamento. El lema del escuadrón 801 es Vade et tu fac similiter («Ve y haz tú lo mismo») que forma parte de la parábola del buen samaritano.

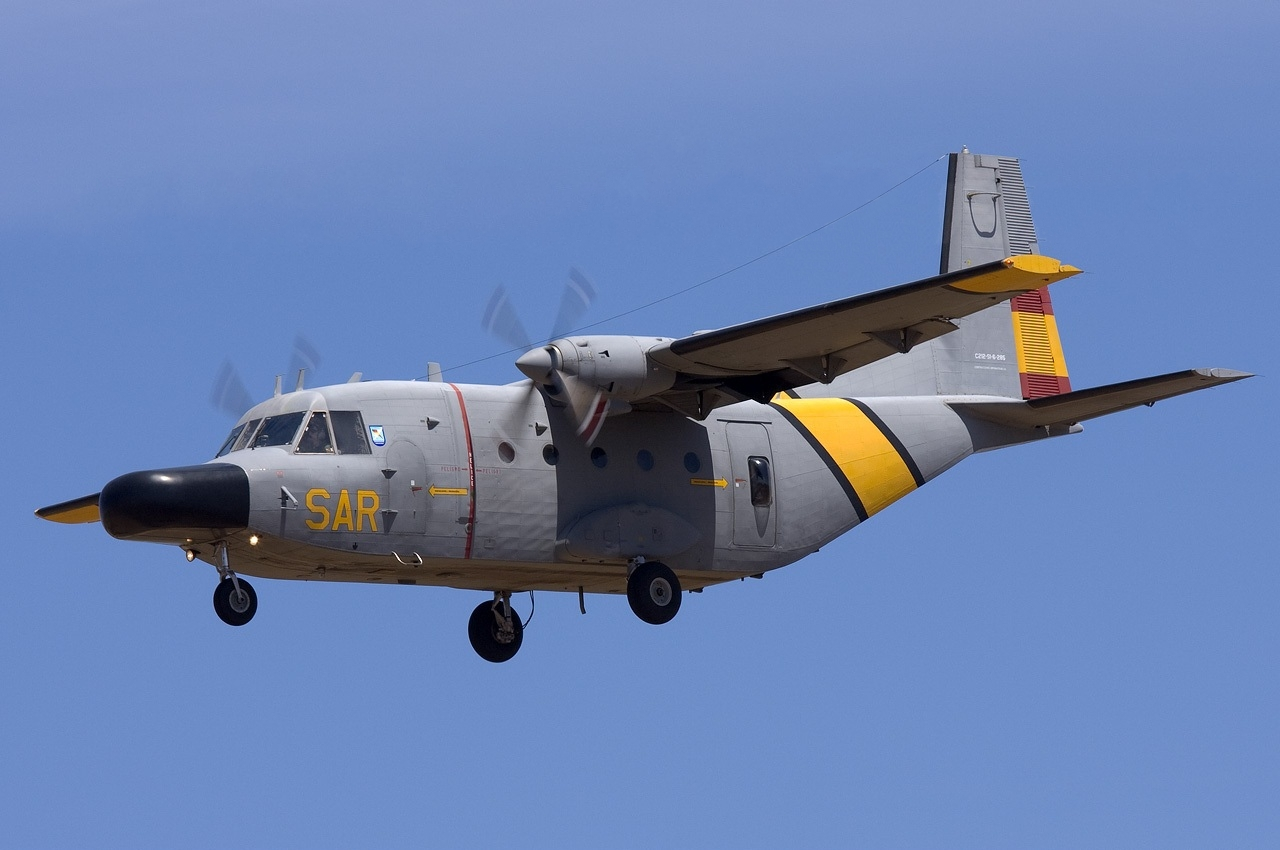
CASA C-212 serie 200 versión SAR, con el logo del 801 escuadrón, en el aeropuerto internacional de Malta (2008).

El 3 de noviembre de 1967, se reorganiza el mismo grupo y pasa a tener la denominación final como el 801 Escuadrón de Fuerzas Aéreas tras la incorporación del helicóptero estadounidense Bell 205A.
En 1983, se incorpora el Casa C-212 Aviocar, con denominación militar D3B (serie 200) o D3A (serie 100). El mismo año también se incorpora el helicóptero AS332 Super Puma. 
El 20 de septiembre de 1985, en un vuelo rutinario de instrucción, se incendió uno de los Super Pumas debiendo efectuar un aterrizaje forzoso. En el accidente falleció el Teniente Coronel Antonio Oliver, que hasta hoy es la única víctima de la unidad.
En 1994 el Ejército del Aire decide enviar los Super Puma a otras unidades y sustituirlos por la versión SA 330 Puma en la base aérea.
Actualmente el grupo 801 Escuadrón de FF.AA. se ha integrado en el Ala 49.

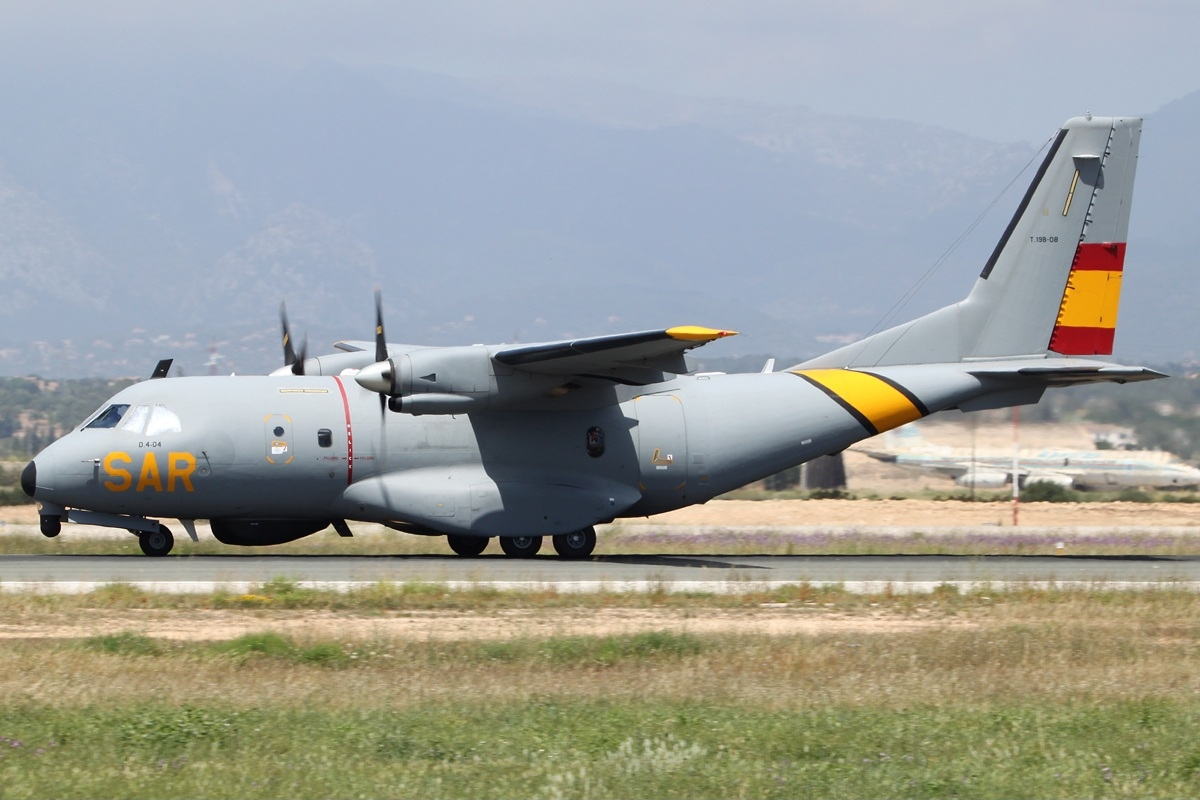
CN-235 durante el rodaje en la pista compartida con el aeropuerto de Palma de Mallorca (2012)

### Ala 49
El 8 de febrero de 2005, el Jefe de Estado Mayor del Ejército del Aire con la instrucción 17/2005 del 8 de febrero, fija las regiones SAR y los RCC responsables. Divide el área de responsabilidad SAR (SRR) asignada a España en tres regiones: SRR de Baleares, SRR de Canarias y SRR de Madrid y designa para cada una de dichas regiones a un centro coordinador de salvamento: RCC Palma, RCC Canarias y RCC Madrid, respectivamente. El 3 de marzo se publica la ratificación española del Convenio Internacional sobre Salvamento Marítimo hecho en Londres en 1989.
El 26 de diciembre de 2008, por motivos de «potenciación» y «racionalización» se publica en el BOE una orden del Ministerio de Defensa para otorgar aviones con denominación militar T-19 de Vigilancia Marítima (versión VIGMA del CN-235) y fusionar en una nueva unidad, el Ala 49, las dos unidades hasta entonces existentes en el mismo lugar, la propia unidad Base Aérea de San Son Juan y el 801 Escuadrón de Fuerzas Aéreas.
A fecha del 30 de abril de 2011, en la base aérea convivían 220 militares.
El 31 de enero de 2012 se celebraron las 100.000 horas de vuelo de la historia de la unidad.
El 3 de abril de 2014, después de más de treinta años de servicio, es dado de baja en la unidad el último avión CASA C-212.
El 15 de julio de 2016, uno de los helicópteros de la unidad sufrió un accidente sin víctimas en Marruecos, denunciando el piloto Juan Company el mal estado de las aeronaves. En 2014 y 2015, en Canarias dos helicópteros de la Base Aérea de Gando habían sufrido accidentes con víctimas mortales.
En 2017, tras 23 años de servicio en la unidad, se da de baja uno de los medios aéreos más longevos en la base aérea, el helicóptero SA 330 Puma.

## Búsquedas y rescates
Algunas de las búsquedas y rescates recientes de la unidad:
- 12 de abril de 2005, rescate de ocho náufragos en la costa de Argelia.[21]

- 10 de septiembre de 2008, localización de un catamarán volcado con dos tripulantes a la deriva, cerca de la isla de Cabrera.[22]
- 17 de mayo de 2013, rescate de un piloto que amerizó entre Mallorca y Tarragona.[23]
- 9 de julio de 2015, rescate de un tripulante herido de un submarino italiano.[24]
- 24 de marzo de 2016, colaboración en el rescate de 50 personas en una patera en las Islas Canarias.[25]

## Medios aéreos históricos de la unidad
Los medios aéreos de la unidad son el avión CN-235 y el helicóptero AS332 Super Puma, ambos modificados para misiones de búsqueda y rescate. Hay un servicio de alarma SAR en el cual siempre se encuentra disponible una tripulación, veinticuatro horas al día, todos los días del año para cubrir la zona FIR de Barcelona. 
Anteriormente también se han utilizado las siguientes aeronaves:

### Helicópteros
- Augusta Bell 205. Se incorpora el 5 de agosto de 1967 y forman parte de la unidad hasta 1980 cuando son sustituidos por los Puma.
- AS332 Super Puma, 1983 hasta 1994.
- SA330L Puma, con denominación militar HD-19. El 3 de mayo de 2017 se dio de baja la última unidad de helicóptero SA330L Puma que desde 1994 era la última base del ejército del aire, tras 44 años de servicio, que los mantenía en activo. El 801 realizó con esta aeronave unas 417 misiones reales de salvamento, búsqueda y rescate.[20]
- AS332 Super Puma, 2019 hasta la actualidad.[26]

### Aviones de reacción
- el caza ruso Polikarpov I-16, apodado "Rata", y el italiano Fiat CR-32, 1939.
- el caza F-86F en 1956.
- reactor de entrenamiento T-33A, en 1958.

### Aviones turbohélices
- hidroavión PBY Catalina en 1954.
- hidroavión Gruman Albatros. Operativos desde 1959 hasta el 11 de mayo de 1980.
- Dornier 24, durante 1958.
- CASA C-127, en 1963.
- CASA C-352L, en 1965.
- North American T-6 Texan, 1967.
- AISA I-115, 1970.
- Casa C-212 «Aviocar», desde 1983 hasta 2014.